# Bembidion advena
Bembidion advena är en skalbaggsart som först beskrevs av Sharp 1903.  Bembidion advena ingår i släktet Bembidion och familjen jordlöpare. Inga underarter finns listade i Catalogue of Life.